# دیورشاگ
دیورشاگ (به مجاری:  Győrság) یک شهرداری در مجارستان است که در ناحیه دیور واقع شده‌است. دیورشاگ ۸٫۲ کیلومتر مربع مساحت و ۱٬۵۰۵ نفر جمعیت دارد.